# Selección de fútbol de Wallis y Futuna
La selección de fútbol de Wallis y Futuna es el equipo representativo de la colectividad de ultramar en las competiciones futbolísticas. La Federación de Fútbol de Wallis y Futuna está a cargo de su organización y es miembro asociado de la OFC pero no de la FIFA .

## Historia

### Inicios
En 1966, hubo una iniciativa para que el pequeño país jugara los Juegos del Pacífico Sur de ese año, la propuesta fue llevada a cabo y Wallis y Futuna compartió el grupo con Tahití y Papúa Nueva Guinea. Los dos partidos finalizaron en derrotas, 5-0 ante el seleccionado representante de la Polinesia Francesa y 9-1 ante la dependencia, por aquel entonces, de Australia.
Sus mejores años fueron sin dudas 1979 y 1983, en las ambas ediciones de los Juegos del Pacífico Sur logró llegar a cuartos de final venciendo a equipos que hoy en día son miembros de la OFC, demostrando que en ese entonces poseía un buen nivel futbolístico.

### Comienzo del declive
En 1987 volvió a jugar en los Juegos del Pacífico Sur. La competición consistía en un único grupo de 6 equipos, todos contra todos, el 1.º y el 2.º se jugaban las medallas doradas y plateadas y el 3.º y el 4.º la presea de bronce. El seleccionado isleño terminó 5.º, pudiendo vencer solamente a Samoa Americana por 5-1. En los Juegos de 1991 compartió grupo con Islas Salomón, Vanuatu y Papúa Nueva Guinea. Luego de ser eliminado en la fase de grupos, obtuvo el séptimo lugar luego de golear 5-0 a Guam en el marco del torneo de consolación.

### Juegos del 95 e inactividad
La última vez que esta selección jugó un partido fue en 1995. En esta edición de los máximos Juegos oceánicos el equipo perdió los 4 partidos que jugó. Desde entonces está en total inactividad.

## Estadísticas

### Fútbol en los Juegos del Pacífico
| Fútbol en los Juegos del Pacífico | Fútbol en los Juegos del Pacífico | Fútbol en los Juegos del Pacífico | Fútbol en los Juegos del Pacífico | Fútbol en los Juegos del Pacífico | Fútbol en los Juegos del Pacífico | Fútbol en los Juegos del Pacífico | Fútbol en los Juegos del Pacífico |
| Año                               | Ronda                             | J                                 | G                                 | E                                 | P                                 | GF                                | GC                                |
| --------------------------------- | --------------------------------- | --------------------------------- | --------------------------------- | --------------------------------- | --------------------------------- | --------------------------------- | --------------------------------- |
| 1963                              | No existía la selección           | No existía la selección           | No existía la selección           | No existía la selección           | No existía la selección           | No existía la selección           | No existía la selección           |
| 1966                              | Primera ronda                     | 2                                 | 0                                 | 0                                 | 2                                 | 1                                 | 14                                |
| 1969                              | No participó                      | No participó                      | No participó                      | No participó                      | No participó                      | No participó                      | No participó                      |
| 1971                              | No participó                      | No participó                      | No participó                      | No participó                      | No participó                      | No participó                      | No participó                      |
| 1975                              | No participó                      | No participó                      | No participó                      | No participó                      | No participó                      | No participó                      | No participó                      |
| 1979                              | Cuartos de final                  | 4                                 | 1                                 | 0                                 | 3                                 | 3                                 | 13                                |
| 1983                              | Cuartos de final                  | 4                                 | 2                                 | 0                                 | 2                                 | 5                                 | 8                                 |
| 1987                              | Primera ronda                     | 5                                 | 1                                 | 0                                 | 4                                 | 7                                 | 18                                |
| 1991                              | Séptimo lugar                     | 5                                 | 1                                 | 0                                 | 4                                 | 6                                 | 18                                |
| 1995                              | Primera ronda                     | 4                                 | 0                                 | 0                                 | 4                                 | 2                                 | 37                                |
| 2003                              | No participó                      | No participó                      | No participó                      | No participó                      | No participó                      | No participó                      | No participó                      |
| 2007                              | No participó                      | No participó                      | No participó                      | No participó                      | No participó                      | No participó                      | No participó                      |
| 2011                              | No participó                      | No participó                      | No participó                      | No participó                      | No participó                      | No participó                      | No participó                      |
| 2015                              | Disputado por selecciones sub-23  | Disputado por selecciones sub-23  | Disputado por selecciones sub-23  | Disputado por selecciones sub-23  | Disputado por selecciones sub-23  | Disputado por selecciones sub-23  | Disputado por selecciones sub-23  |
| 2019                              | No participó                      | No participó                      | No participó                      | No participó                      | No participó                      | No participó                      | No participó                      |
| 2023                              | No participó                      | No participó                      | No participó                      | No participó                      | No participó                      | No participó                      | No participó                      |
| Total                             | 6/14                              | 24                                | 5                                 | 0                                 | 19                                | 24                                | 108                               |

Copa de oceania sur 
2024 - tercer lugar
3-5

## Uniformes
| 1983 Juegos del Pacífico |